# 릭샤

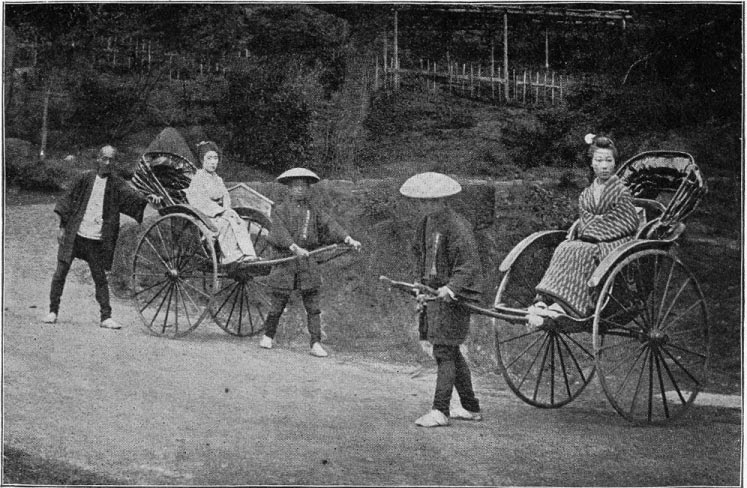
인력거, 일본, 1897년

릭샤(Rickshaw)는 원래 인력거를 가리키는 말로, 일반적으로 한 사람이 한 명의 승객을 태우고 끄는 2륜 또는 3륜 수레이다. 이 용어가 처음 사용된 것은 1879년이다. 시간이 지나면서 사이클릭샤, 오토릭샤, 일렉트릭릭샤가 발명되었고, 관광용으로 사용되는 몇 가지 예외를 제외하고는 원래의 인력거를 대체했다.
인력거는 19세기에 아시아 도시들 내에서 인기 있는 교통 수단이자 남성 노동자들을 위한 고용의 원천을 만들었다. 그들의 출현은 볼 베어링 시스템에 대해 새롭게 습득한 지식과 관련이 있다. 자동차, 기차 그리고 다른 형태의 교통 수단이 대중화되며 인력거의 인기는 감소했다.
오토릭샤는 저렴한 임대 비용으로 인해 21세기 일부 도시에서 택시의 대안으로 인기를 얻고 있다. 방글라데시는 수도 다카에서만 매일 4만 대의 릭샤가 운행되는 등 세계에서 가장 많은 릭샤를 유치한 기록을 보유하고 있다. 2023년 유네스코는 릭샤와 릭샤 예술을 방글라데시의 '무형유산'으로 등재했다.

## 같이 보기
- 오토릭샤
- 사이클릭샤
- 인력거
- 화물 자전거
- 사륜차

## 추가 읽기
- Bandyopadhyay, Subir (1990). 《Calcutta cycle-rickshaw pullers: a sociological study》. Minerva Associates Publications. ISBN 978-8185195278.
- Fung, Chi Ming (2005). 《Reluctant Heroes: Richshaw Pullers in Hong Kong And Canton, 1874-1954》. Hong Kong University Press. ISBN 978-9622097346.
- Indian Institute of Economics (1962). 《A socio-economic survey of rickshaw drivers in Hyderabad City area》. A.P.
- Mulhall, Priscilla (2010). 《Solar-assisted Electric Auto Rickshaw Three Wheeler》. Illinois Institute of Technology.
- Warren, James Francis (2003). 《Rickshaw Coolie: A People's History of Singapore, 1880–1940》. NUS Press. ISBN 978-9971692667.